# العين (لودر)

تعديل مصدري - تعديل

العين هي إحدى قرى عزلة زارة بمديرية لودر التابعة لمحافظة أبين، بلغ تعداد سكانها 2358 نسمة حسب تعداد اليمن لعام 2004.